# Morti nel 2020/Agosto
| Questa pagina contiene informazioni ricavate automaticamente dalle voci biografiche con l'ausilio del template Bio e di un bot. L'aggiornamento è periodico e automatico e ricostruisce completamente la pagina. Se manca una persona in questa lista, sei pregato di non aggiungerla, ma accertati piuttosto che la sua voce biografica contenga il template Bio e che i dati anagrafici siano correttamente compilati. Se il template Bio manca, inseriscilo tu stesso o, in alternativa, metti l'avviso {{tmp\|Bio}} che ne segnala la mancanza. Se i dati riportati sono sbagliati, correggi direttamente la voce biografica; le modifiche saranno visibili in questa lista entro pochi giorni. Per chiarimenti vedi il progetto biografie. La lista contiene solo le 205 persone che sono citate nell'enciclopedia e per le quali è stato implementato correttamente il template Bio. Pagina aggiornata al 18 mag 2025. |

- 1º agosto - Leonardo Bragaglia, attore, scrittore e regista teatrale italiano (n. 1932)
- 1º agosto - Wilford Brimley, attore e stuntman statunitense (n. 1934)
- 1º agosto - Rickey Dixon, giocatore di football americano statunitense (n. 1966)
- 1º agosto - Alex Dupont, calciatore, allenatore di calcio e dirigente sportivo francese (n. 1954)
- 1º agosto - Vitol'd Kreer, triplista sovietico (n. 1932)
- 1º agosto - Elly Lieber, slittinista austriaca (n. 1932)
- 1º agosto - Harley Redin, allenatore di pallacanestro statunitense (n. 1919)
- 1º agosto - Reni Santoni, attore statunitense (n. 1938)
- 1º agosto - Sergio Tenente, calciatore italiano (n. 1940)
- 1º agosto - Marcello Trevisan, calciatore italiano (n. 1942)
- 2 agosto - Gregory Areshian, storico e archeologo armeno (n. 1949)
- 2 agosto - Bruno Dettori, politico italiano (n. 1941)
- 2 agosto - Leon Fleisher, pianista e direttore d'orchestra statunitense (n. 1928)
- 2 agosto - Krăstina G'oševa, cestista bulgara (n. 1932)
- 2 agosto - Jean-Louis Leonetti, calciatore francese (n. 1938)
- 2 agosto - Žaqsylyq Üškempirov, lottatore kazako (n. 1951)
- 3 agosto - Carmine Benincasa, critico d'arte, filosofo e teologo italiano (n. 1947)
- 3 agosto - Ernesto Brambilla, pilota motociclistico e pilota automobilistico italiano (n. 1934)
- 3 agosto - Lorenzo Chiarinelli, vescovo cattolico italiano (n. 1935)
- 3 agosto - Shirley Ann Grau, scrittrice statunitense (n. 1929)
- 3 agosto - John Hume, politico britannico (n. 1937)
- 3 agosto - Ernie Phythian, calciatore inglese (n. 1942)
- 3 agosto - Lala Ratsimbasoa, cestista malgascia
- 4 agosto - Frances E. Allen, informatica statunitense (n. 1932)
- 4 agosto - Brent Carver, attore e cantante canadese (n. 1951)
- 4 agosto - Rajko Dujmić, cantautore e produttore discografico croato (n. 1954)
- 4 agosto - Billy Goldenberg, compositore, arrangiatore e pianista statunitense (n. 1936)
- 4 agosto - Willie Hunter, allenatore di calcio e calciatore scozzese (n. 1940)
- 4 agosto - Maurice Megennis, sollevatore britannico (n. 1929)
- 4 agosto - Irena Sedlecká, scultrice ceca (n. 1928)
- 4 agosto - Andre Spencer, cestista statunitense (n. 1964)
- 4 agosto - Sergio Zavoli, giornalista, scrittore e politico italiano (n. 1923)
- 5 agosto - Hawa Abdi, medico somala (n. 1947)
- 5 agosto - Claudine Cassereau, modella e pittrice francese (n. 1953)
- 5 agosto - Mario Chianese, pittore e incisore italiano (n. 1928)
- 5 agosto - Luigi Guastamacchia, giornalista e dirigente d'azienda italiano (n. 1938)
- 5 agosto - Pete Hamill, scrittore e giornalista statunitense (n. 1935)
- 5 agosto - Agathōnas Iakovidīs, cantante, musicista e polistrumentista greco (n. 1955)
- 5 agosto - Stefan Majer, cestista e allenatore di pallacanestro polacco (n. 1929)
- 5 agosto - Frédéric Jacques Temple, scrittore e poeta francese (n. 1921)
- 5 agosto - Josef Weiss, tipografo e editore svizzero (n. 1944)
- 6 agosto - Louis Devoti, cestista francese (n. 1926)
- 6 agosto - Ivo Galletti, imprenditore italiano (n. 1920)
- 6 agosto - Wilbert McClure, pugile statunitense (n. 1938)
- 6 agosto - Bernard Stiegler, filosofo francese (n. 1952)
- 6 agosto - Alfredo de Palchi, poeta e traduttore italiano (n. 1926)
- 7 agosto - Abdullah Ahmed Abdullah, terrorista e criminale egiziano (n. 1963)
- 7 agosto - Bernard Bailyn, storico statunitense (n. 1922)
- 7 agosto - Michael Ojo, cestista nigeriano (n. 1993)
- 7 agosto - Lê Khả Phiêu, politico e generale vietnamita (n. 1931)
- 7 agosto - Lorenzo Soria, giornalista e dirigente d'azienda italiano (n. 1951)
- 7 agosto - Adin Steinsaltz, rabbino e filosofo israeliano (n. 1937)
- 7 agosto - Jean Stewart, nuotatrice neozelandese (n. 1930)
- 8 agosto - Carlo Bartoli, architetto e designer italiano (n. 1931)
- 8 agosto - Pedro Casaldáliga Plá, vescovo cattolico e teologo spagnolo (n. 1928)
- 8 agosto - Alfredo Lim, politico e poliziotto filippino (n. 1929)
- 8 agosto - Gabriel Ochoa Uribe, allenatore di calcio e calciatore colombiano (n. 1929)
- 8 agosto - Carlo Rolandi, velista italiano (n. 1926)
- 9 agosto - Lorella Bernardoni, cestista italiana (n. 1958)
- 9 agosto - Martin Birch, produttore discografico britannico (n. 1948)
- 9 agosto - Anna Maria Bottini, attrice italiana (n. 1916)
- 9 agosto - Amedeo Bressa, calciatore e allenatore di calcio italiano (n. 1933)
- 9 agosto - Calaway H. Dodson, botanico statunitense (n. 1928)
- 9 agosto - Kamala, wrestler statunitense (n. 1950)
- 9 agosto - Kurt Luedtke, sceneggiatore statunitense (n. 1939)
- 9 agosto - Franca Valeri, attrice italiana (n. 1920)
- 10 agosto - Silvana Bosi, attrice e regista teatrale italiana (n. 1934)
- 10 agosto - Imre Farkas, canoista ungherese (n. 1935)
- 10 agosto - Vladimir Popović, allenatore di calcio e calciatore jugoslavo (n. 1935)
- 11 agosto - Nedo Fagni, ciclista su strada italiano (n. 1931)
- 11 agosto - Oliviu Gherman, fisico, politico e diplomatico rumeno (n. 1930)
- 11 agosto - Ivan Kolev, allenatore di pallacanestro bulgaro (n. 1933)
- 11 agosto - Trini Lopez, cantante, chitarrista e attore statunitense (n. 1937)
- 11 agosto - Jo Pestum, scrittore e sceneggiatore tedesco (n. 1936)
- 11 agosto - Michel Van Aerde, ciclista su strada belga (n. 1933)
- 12 agosto - Francisco José Cox Huneeus, arcivescovo cattolico cileno (n. 1933)
- 12 agosto - Don Edmunds, pilota automobilistico statunitense (n. 1930)
- 12 agosto - Jacques Faivre, calciatore francese (n. 1932)
- 12 agosto - Gergely Kulcsár, giavellottista ungherese (n. 1934)
- 12 agosto - Edmondo Lorenzini, calciatore italiano (n. 1937)
- 12 agosto - Howard Mudd, giocatore di football americano e allenatore di football americano statunitense (n. 1942)
- 13 agosto - Pavol Biroš, calciatore cecoslovacco (n. 1953)
- 13 agosto - Giancarlo Ferrando, direttore della fotografia italiano (n. 1939)
- 13 agosto - Steve Grossman, sassofonista statunitense (n. 1951)
- 13 agosto - Gulnazar Keldi, poeta e giornalista tagiko (n. 1945)
- 13 agosto - Elaine Roulet, religiosa statunitense (n. 1930)
- 14 agosto - Julian Bream, chitarrista e liutista britannico (n. 1933)
- 14 agosto - Angela Buxton, tennista britannica (n. 1934)
- 14 agosto - Ewa Demarczyk, cantante polacca (n. 1941)
- 14 agosto - Tom Forsyth, calciatore scozzese (n. 1949)
- 14 agosto - Federico Frigerio, calciatore italiano (n. 1958)
- 14 agosto - Ernst Jean-Joseph, calciatore haitiano (n. 1948)
- 14 agosto - Stefano Malatesta, giornalista, scrittore e pittore italiano (n. 1940)
- 14 agosto - Linda Manz, attrice statunitense (n. 1961)
- 14 agosto - Kalevi Oikarainen, fondista finlandese (n. 1936)
- 14 agosto - Alessandro Roveri, storico italiano (n. 1929)
- 14 agosto - Elena Spagnol, traduttrice, gastronoma e scrittrice italiana (n. 1930)
- 14 agosto - John Talbut, calciatore inglese (n. 1940)
- 14 agosto - Raffaele Verdicchio, politico italiano (n. 1937)
- 14 agosto - Pete Way, bassista britannico (n. 1951)
- 15 agosto - Yusof Kelana, regista malese (n. 1954)
- 15 agosto - Basílio Marques, allenatore di calcio e calciatore portoghese (n. 1966)
- 15 agosto - Chilla Porter, altista e politico australiano (n. 1936)
- 15 agosto - Robert Trump, dirigente d'azienda statunitense (n. 1948)
- 16 agosto - Danny Campbell, calciatore inglese (n. 1944)
- 16 agosto - Nikolaj Nikolaevič Gubenko, attore, regista cinematografico e regista teatrale sovietico (n. 1941)
- 16 agosto - Oswaldo Palavecino, calciatore argentino (n. 1949)
- 16 agosto - Georg Volkert, calciatore tedesco (n. 1945)
- 16 agosto - Ornella Volta, musicologa, saggista e traduttrice italiana (n. 1927)
- 16 agosto - Xavier, wrestler statunitense (n. 1977)
- 17 agosto - Folke Alnevik, velocista svedese (n. 1919)
- 17 agosto - Giuliano Dego, scrittore, poeta e traduttore italiano (n. 1932)
- 17 agosto - Eliseo Insfrán, calciatore paraguaiano (n. 1935)
- 17 agosto - Elsa Quarta, cantante italiana (n. 1938)
- 17 agosto - Mário de Araújo Cabral, pilota automobilistico portoghese (n. 1934)
- 18 agosto - Bob Bigelow, cestista statunitense (n. 1953)
- 18 agosto - Ben Cross, attore britannico (n. 1947)
- 18 agosto - Mariolina De Fano, attrice e comica italiana (n. 1940)
- 18 agosto - Gheorghe Dogărescu, pallamanista rumeno (n. 1960)
- 18 agosto - Dale Hawerchuk, hockeista su ghiaccio e allenatore di hockey su ghiaccio canadese (n. 1963)
- 18 agosto - Cesare Romiti, dirigente d'azienda, imprenditore e editore italiano (n. 1923)
- 18 agosto - Jack Sherman, chitarrista statunitense (n. 1956)
- 18 agosto - Cathy Smith, cantante canadese (n. 1947)
- 18 agosto - Ivan Varlamov, calciatore e allenatore di calcio sovietico (n. 1937)
- 19 agosto - Randall Craig Fleischer, direttore d'orchestra statunitense (n. 1958)
- 19 agosto - Slade Gorton, politico statunitense (n. 1928)
- 19 agosto - Judith Liber, arpista statunitense (n. 1940)
- 19 agosto - Borys Jevhenovyč Paton, ingegnere e fisico sovietico (n. 1918)
- 19 agosto - Aleksandr Sevelëv, schermidore sovietico (n. 1936)
- 19 agosto - Heinz Waibl, grafico e designer italiano (n. 1931)
- 19 agosto - Reham Yacoub, attivista irachena (n. 1991)
- 19 agosto - Genadz Šutaŭ, bielorusso (n. 1975)
- 20 agosto - Frankie Banali, batterista statunitense (n. 1951)
- 20 agosto - Frank Cullotta, mafioso, collaboratore di giustizia e scrittore statunitense (n. 1938)
- 20 agosto - Aldo Falchi, scultore italiano (n. 1935)
- 20 agosto - Touriya Jabrane, attrice e politica marocchina (n. 1952)
- 20 agosto - Branko Kostić, politico montenegrino (n. 1939)
- 21 agosto - Aldo Aureggi, schermidore italiano (n. 1931)
- 21 agosto - Mohamed Ben Rehaiem, calciatore tunisino (n. 1951)
- 21 agosto - Emo Chiellini, chimico italiano (n. 1937)
- 21 agosto - Ken Robinson, educatore e scrittore britannico (n. 1950)
- 21 agosto - Renato Scognamiglio, giurista italiano (n. 1922)
- 21 agosto - Tomasz Tomiak, canottiere polacco (n. 1967)
- 21 agosto - Larry Wos, matematico statunitense (n. 1930)
- 22 agosto - Charles Albright, criminale statunitense (n. 1933)
- 22 agosto - Emil Jula, calciatore rumeno (n. 1980)
- 22 agosto - Alessandro Mazzinghi, pugile, scrittore e cantante italiano (n. 1938)
- 22 agosto - Ulla Pia, cantante danese (n. 1945)
- 22 agosto - Pedro Nájera, calciatore messicano (n. 1929)
- 22 agosto - Allan Rich, attore statunitense (n. 1926)
- 23 agosto - Peter Borwein, matematico canadese (n. 1953)
- 23 agosto - Augusto Caminito, produttore cinematografico, sceneggiatore e regista italiano (n. 1939)
- 23 agosto - Benny Chan, regista, sceneggiatore e produttore cinematografico cinese (n. 1969)
- 23 agosto - Adhemar Grijó Filho, pallanuotista e nuotatore brasiliano (n. 1931)
- 23 agosto - Gerald D. Hines, imprenditore e filantropo statunitense (n. 1925)
- 23 agosto - Maria Janion, critica letteraria, traduttrice e attivista polacca (n. 1926)
- 23 agosto - Dieter Krause, canoista tedesco (n. 1936)
- 23 agosto - Lori Nelson, attrice statunitense (n. 1933)
- 23 agosto - Valentina Prudskova, schermitrice sovietica (n. 1938)
- 23 agosto - Luigi Serafini, cestista italiano (n. 1951)
- 24 agosto - Arrigo Levi, giornalista, scrittore e conduttore televisivo italiano (n. 1926)
- 24 agosto - Pascal Lissouba, politico della Repubblica del Congo (n. 1931)
- 24 agosto - Wolfgang Uhlmann, scacchista tedesco (n. 1935)
- 25 agosto - Antonino Calarco, giornalista e politico italiano (n. 1932)
- 25 agosto - Mónica Jiménez, diplomatica e politica cilena (n. 1940)
- 25 agosto - Nik Spatari, pittore, scultore e architetto italiano (n. 1929)
- 25 agosto - Eduardo Texeira Lima, calciatore brasiliano (n. 1944)
- 25 agosto - Ettore Toscano, attore, regista e poeta italiano (n. 1941)
- 26 agosto - Jorge Benegas, calciatore argentino (n. 1922)
- 26 agosto - Gerald Carr, astronauta statunitense (n. 1932)
- 26 agosto - Oscar Valero Cruz, arcivescovo cattolico filippino (n. 1934)
- 26 agosto - Jean Dragesco, biologo e astronomo romeno (n. 1920)
- 26 agosto - André-Paul Duchâteau, fumettista e scrittore belga (n. 1925)
- 26 agosto - Harry Hooper, calciatore inglese (n. 1933)
- 26 agosto - Masahiro Koishikawa, astronomo giapponese (n. 1952)
- 26 agosto - Joe Ruby, animatore, produttore televisivo e montatore statunitense (n. 1933)
- 27 agosto - Bob Armstrong, wrestler statunitense (n. 1939)
- 27 agosto - Pierluigi Camiscioni, rugbista a 15 e stuntman italiano (n. 1953)
- 27 agosto - Giorgio Giorgerini, giornalista, scrittore e storico italiano (n. 1931)
- 27 agosto - László Kamuti, schermidore ungherese (n. 1940)
- 27 agosto - Andrea Lastrucci, arbitro di calcio a 5 italiano (n. 1960)
- 27 agosto - Lute Olson, allenatore di pallacanestro statunitense (n. 1934)
- 27 agosto - Salvador Rivas Martínez, botanico, alpinista e insegnante spagnolo (n. 1935)
- 27 agosto - Arnaldo Saccomani, produttore discografico, imprenditore e personaggio televisivo brasiliano (n. 1949)
- 27 agosto - Ebru Timtik, avvocata e attivista turca (n. 1978)
- 28 agosto - Siah Armajani, artista, scultore e designer iraniano (n. 1939)
- 28 agosto - Chadwick Boseman, attore, drammaturgo e produttore cinematografico statunitense (n. 1976)
- 28 agosto - Guido De Guidi, politico italiano (n. 1929)
- 28 agosto - Randall Kenan, scrittore statunitense (n. 1963)
- 28 agosto - Assar Lindbeck, economista svedese (n. 1930)
- 28 agosto - Antoinette Spaak, politica belga (n. 1928)
- 28 agosto - Harikrishnan Vasanthakumar, imprenditore e politico indiano (n. 1950)
- 29 agosto - Fritz Chervet, pugile svizzero (n. 1942)
- 29 agosto - Vittorio Dimastrogiovanni, pittore e scultore italiano (n. 1936)
- 29 agosto - Clifford Robinson, cestista statunitense (n. 1966)
- 29 agosto - Valeriano Trubbiani, scultore, incisore e artista italiano (n. 1937)
- 30 agosto - Andrea Battistini, critico letterario e italianista italiano (n. 1947)
- 30 agosto - Franco Bellucci, artista italiano (n. 1945)
- 30 agosto - Claudio Cavina, controtenore, direttore di coro e direttore d'orchestra italiano (n. 1961)
- 31 agosto - Nina Bočarova, ginnasta sovietica (n. 1924)
- 31 agosto - Pranab Mukherjee, politico indiano (n. 1935)
- 31 agosto - Fritz d'Orey, pilota automobilistico brasiliano (n. 1938)
- 31 agosto - Tom Seaver, giocatore di baseball statunitense (n. 1944)
- 31 agosto - Dario Stolfa, calciatore e allenatore di calcio italiano (n. 1938)
- 31 agosto - John Thompson, cestista e allenatore di pallacanestro statunitense (n. 1941)